# 豊島清元
豊島 清元（としま きよもと）は、平安時代末期から鎌倉時代初期にかけての武将。武蔵国豊島郡を領有した豊島氏の当主。下総国葛西御厨も領有した。代々、源氏の家人になり、前九年の役や後三年の役で源義家に保元の乱で源義朝の配下で参陣している。父は豊島康家。
諱は清光で知られるが、近年に発見された「桓武平氏諸流系図」（鎌倉時代末期成立）などから清元が正しいことが判明している。

## 生涯
平治の乱の際、清元は武蔵滝ノ河で山内家通を誅殺するという記録があるが、源氏方についた説（元来同じく源氏方だった家通が平家方についた為に誅殺した説）、平家方についた説（源氏方である家通を討ち取った説）があり、定かではない。
治承元年（1177年）、下総国香取神社の正神殿を造進する。
治承4年（1180年）9月3日、石橋山の戦いに敗れた源頼朝は安房国で再挙し、源氏重代の家人である清元とその子の葛西清重に陸路が塞がれているのなら海路でもって参陣するよう求めている。同族の江戸氏や河越氏は石橋山の戦いで平氏方だったが豊島氏はこれに加わっておらず、清元、清重父子は格別に信頼されていたようだ。また、在京中で不在の朝経（江戸時代の系図類では清元の長男。近年の研究では孫と推定）の妻女には綿衣の進呈を命じた。
この時は参陣できなかったが、頼朝は房総半島を進軍して千葉常胤、上総広常がこれに加わり、3万騎の大軍に膨れあがり、隅田川に達した。10月2日に清元・清重父子は頼朝の陣に参上する。頼朝が源氏の本拠である鎌倉を占拠すると御家人に列した。
清元の子の清重は優れた武将で頼朝から重用され、関東制圧に武功を立て、源範頼に従って九州まで渡っている。長男の有経（系図類では孫）は源義経に従い紀伊国へ進駐して紀伊守護人に任じられた。
文治5年（1189年）7月、清元・清重父子は奥州合戦の遠征軍に加わる。清重はこの戦いで活躍して戦後に奥州総奉行に任じられ、葛西氏は陸奥国の大族として安土桃山時代まで続くことになる。
荒川で水練中に誤って溺死し早世した二男清康のために（娘の清姫のためとの説もあり）清元が開基した（祖父の康家が開基とも）清光寺（東京都北区）には僧形の清元の木像が残っている（江戸時代に製作）。
豊島氏は鎌倉幕府の有力御家人となり、豊島・足立・多摩・児玉・新座の諸郡に所領を持ち、室町時代まで続くことになる。

## 城郭
- 豊島清光館：隅田川の岸辺に建つ清光寺が豊島清光の館跡と言われる。
- 平塚城：現在の平塚神社が城跡といわれている。清光とその子の朝経の時の居城。居城が石神井城に移ると、支城となった。
- 石神井城：現在の石神井公園の一角にあり、三宝寺池と石神井川に挟まれた台地上に築かれた。三宝寺池のほとりに城址碑がある。